# Memoriał Jana Ciszewskiego 1998
Memoriał im. Jana Ciszewskiego 1998 – 15. edycja turnieju żużlowego poświęconego pamięci znanego polskiego komentatora sportowego Jana Ciszewskiego, który odbył się 30 maja 1998 roku. Turniej wygrał Todd Wiltshire.

## Wyniki
- Stadion Śląski (Chorzów), 30 maja 1998
- Sędzia: Wojciech Grodzki

| Msc. | Zawodnik               | Klub              | Pkt  |             |  |
| ---- | ---------------------- | ----------------- | ---- | ----------- |  |
| 1    | Todd Wiltshire         | Australia         | 14+9 | (3,3,3,2,3) |  |
| 2    | Piotr Świst            | Rzeszów           | 12+6 | (1,2,3,3,3) |  |
| 3    | Peter Karlsson         | Szwecja           | 11+5 | (2,1,3,2,3) |  |
| 4    | Joe Screen             | Wielka Brytania   | 8+d  | (1,1,2,1,3) |  |
| 5    | Hans Nielsen           | Dania             | 11+2 | (2,3,1,3,2) |  |
| 6    | Henrik Gustafsson      | Szwecja           | 8+1  | (3,2,2,0,1) |  |
| 7    | Sam Ermolenko          | Stany Zjednoczone | 10+0 | (2,2,2,2,2) |  |
| 8    | Piotr Protasiewicz     | Bydgoszcz         | 7    | (3,d,3,1,d) |  |
| 9    | Rafał Dobrucki         | Piła              | 6    | (d,0,2,3,1) |  |
| 10   | Ronnie Correy          | Stany Zjednoczone | 6    | (1,3,0,2,0) |  |
| 11   | Andrzej Huszcza        | Zielona Góra      | 6    | (w,1,1,3,1) |  |
| 12   | Sean Wilson            | Wielka Brytania   | 6    | (3,0,1,1,1) |  |
| 13   | Eugeniusz Skupień      | Rybnik            | 6    | (2,2,d,d,2) |  |
| 14   | Sławomir Drabik        | Częstochowa       | 5    | (0,3,1,1,d) |  |
| 15   | Adam Pawliczek         | Rybnik            | 4    | (1,1,0,0,2) |  |
| 16   | Adam Łabędzki          | Wrocław           | 0    | (0,d,0)     |  |
|      | rez. Izak Šantej       | Słowenia          | 0    | (0)         |  |
|      | rez. Mirosław Cierniak | Wrocław           |      | (ns)        |  |
|      | rez. Lubomír Batelka   | Czechy            |      | (ns)        |  |
|      | rez. Karol Lis         | Opole             |      | (ns)        |  |